# The Doobie Brothers
The Doobie Brothers é uma banda estado-unidense de rock and roll formada em 1970 por Johnston, John Hartman e o baixista Greg Murph, logo substituído por Dave Shogren, todos da Califórnia. No ano seguinte lançaram o primeiro LP, já transformado em quinteto (com Tiran Porter e o percussionista Mike Hossack) e chamando-se Doobie Brothers. O som que faziam era um country rock, com leve tendência para o gospel e com utilização de instrumentos de sopro. Em 1972, o LP Tolouse Street (que trazia o sucesso "Listen To The Music") ganhou o primeiro disco de ouro, que seria uma constante na carreira do conjunto daí em diante.
Em 1974, uniu-se ao grupo o guitarrista Jeff Baxter e, posteriormente, o tecladista Michael McDonald, que acrescentou ao estilo musical da banda elementos da música soul. Em 1978, ganharam quatro prêmios Grammy. Mas, no ano seguinte, John Hartman, um dos fundadores do Doobie Brothers, abandonou o grupo, assim como o guitarrista Jeff Baxter.
A partir do LP One Step Closer, de 1980, a formação incluía: Pat Simmons (guitarra e vocais), Tiran Porter (baixo), Keith Knudsen (bateria), Michael McDonald (teclados), John McFee (guitarra e vocais), Cornelius Bumpus (saxofone, órgão e vocais) e Chet McCraken (bateria e percussão). Em 1982 foi anunciada a dissolução do grupo.

## História

### A origem
O cantor, compositor e guitarrista Tom Johnston e o baterista John Hartman formaram o núcleo do que viria a chamar-se The Doobie Brothers. Juntamente com Skip Spencer, eles experimentaram diversos estilos e realizaram algumas apresentações ao redor de San José, Califórnia. Em 1970, o baixista Dave Shogren entra para o grupo, bem como o cantor, compositor e guitarrista Pat Simmons.

### Fase country rock
Os Doobie Brothers começaram a atuar no norte da Califórnia e depois de alguns concertos conseguiram um contrato com a Warner Brothers. O álbum de estreia saiu em 1971 e era uma mistura de folk com country. O primeiro compacto foi a faixa  "Nobody". O segundo álbum, Toulouse Street de 1972, trouxe o seu primeiro grande sucesso, "Listen To The Music". O disco tinha um pouco de R&B, bluegrass e hard rock.
Em 1973, o disco The Captain and Me teve outros grandes sucessos como a faixa "Long Train Runnin'". A canção "Black Water", composta por Simmon para o disco What Were Once Vices Are Now Habits de 1974, alcançou o primeiro lugar na Billboard. Stampede, lançado no ano seguinte, foi o último álbum de estilo country rock do Doobie Brothers neste período.

### EraMichael McDonald
Na turnê do disco Stampede em 1975, Johnston deixou a banda por causa de problemas de saúde. Jeff "Skunk" Baxter, que entrou um ano antes, sugeriu o tecladista Michael McDonald que mudou a cara do Doobie Brothers. No primeiro disco com o Michael, Takin' It to the Streets de 1976, as canções "Keeps You Runnin’" e a faixa-título, compostas por ele, alcançaram um grande sucesso. O disco era uma mistura de soul, jazz e rock.
Johnston saiu da banda depois das gravações do disco Livin' on the Fault Line de 1977.
Depois de quase uma década na estrada e com sete álbuns lançados, os Doobie Brothers alcançaram seu maior sucesso com o disco Minute by Minute de 1978, que ficou cinco semanas no topo da Billboard. A canção "What A Fool Believes", composta por Michael Mcdonald e Kenny Loggins, ganhou o Grammy de melhor música e gravação do ano.
Ainda em 1979 integrou a trilha sonora internacional da novela da TV Globo, "Feijão Maravilha", de Bráulio Pedroso.
Em 1979, Hartman foi substituído pelo baterista Chet McCracken e Baxter pelo ótimo guitarrista John McFee. O álbum One Step Closer foi lançado em 1980. Em 1982 Doobie Brothers se dissolveu, mas ainda foi lançado o disco ao vivo Farewell Tour que tem participação de Johnston.

### O Retorno
Os Doobies pararam durante cinco anos; tocando, somente, em momentos especiais. Knudsen e McFee formaram o Southern Pacific com o baixista Stu Cook do Creedence Clearwater Revival. McDonald partiu para uma bem sucedida carreira solo.
O retorno dos Doobie Brothers aconteceu em 1989, com o lançamento do disco Cycles pelo selo Capitol Records, que teve uma participação de McDonald na faixa "One Step Closer". As canções estavam novamente country rock. O sucesso de Cycles motivou o lançamento em 1991 do álbum Brotherhood, também pela Capitol.
Em 1995, Os Doobies juntaram com McDonald para uma excursão com o Steve Miller Band. No ano seguinte, o álbum duplo e ao vivo, Rockin' Down the Highway: The Wildlife Concert, teve três canções de McDonald, e Baxter também participou durante os concertos que originou o disco. Ainda no mesmo ano, os Doobies foram eleitos para o Hall da Fama do Rock and Roll.
Em 2000 foi lançado o álbum Sibling Rivalry, depois de nove anos sem gravações de estúdio. O material teve contribuições significantes de Knudsen e McFee e variou de hard rock, hip-hop e jazz, mas não alcançou um grande sucesso. O último trabalho dos Doobie Brothers é o álbum Live at Wolf Trap de um concerto na Virgínia.

## Integrantes

### Formação atual
- Michael Hossack — bateria
- Tom Johnston — guitarra e vocal
- John McFee — guitarra e vocal
- Pat Simmons — guitarra e vocal

### Músicos adicionais
- Guy Allison — teclado e vocal
- Marc Russo — saxofone
- Skylark — baixo e vocal
- Ed Toth — bateria

### Ex-membros
- Jeff "Skunk" Baxter — guitarra 1974-1979, 1987
- Cornelius Bumpus — teclado e vocal 1979-1982, 1987 (como membro), nas turnês de 1989 e 1995-1996 (como convidado)
- John Hartman — bateria e percussão 1970-1979, 1987-1992
- Keith Knudsen — bateria e vocal 1974-1982, 1987, 1993-2005
- Bobby LaKind — percussão e vocal 1976-1978 (como convidado) e 1979-1982, 1987-1989 (como membro)
- Chet McCracken — bateria e vibrafone 1979-1982, 1987 (como membro), turnê de 1995 (como convidado)
- Michael McDonald — teclado e vocal 1975-1982, 1987 (como membro), turnê de 1995 (como convidado especial)
- Tiran Porter — baixo e vocal 1972-1980, 1987-1992
- Dave Shogren — baixo e vocal 1970-1971
- Willie Weeks — baixo e vocal 1980-1982

### Participação de outros músicos durante os anos
- Richard Bryant — vocal de apoio
- Norton Buffalo — gaita
- John Cowan — baixo e vocal
- Jimi Fox — percussão e vocal de apoio
- M. B. Gordy — bateria e percussão
- Carlos Guaico — vocal de apoio
- Danny Hull — teclado, vocal, gaita e saxofone
- Wayne Jackson — trompete
- Buck Johnson — vocal de apoio
- Andrew Love — saxofone
- Dale Ockerman — teclado, vocal e guitarra
- Bill Payne — piano, órgão e teclado
- Tim Shafer — teclado

## Discografia

### Álbuns
- 1971 - The Doobie Brothers
- 1972 - Toulouse Street
- 1973 - The Captain and Me
- 1974 - What Were Once Vices Are Now Habits
- 1975 - Stampede
- 1976 - Takin' It to the Streets
- 1977 - Livin' on the Fault Line
- 1978 - Minute by Minute
- 1980 - One Step Closer
- 1983 - Farewell Tour (ao vivo)
- 1989 - Cycles
- 1991 - Brotherhood
- 1996 - Rockin' Down the Highway: The Wildlife Concert (ao vivo)
- 1999 - Best of the Doobie Brothers Live (ao vivo)
- 2000 - Sibling Rivalry
- 2003 - Divided Highway
- 2004 - Live at Wolf Trap (ao vivo)
- 2010 - World Gone Crazy

### Coletâneas
- 1976 - Best of the Doobies
- 1981 - Best of the Doobies, Vol. 2
- 2000 - Long Train Runnin': 1970-2000
- 2001 - Greatest Hits
- 2002 - Doobie's Choice
- 2006 - Listen to the Music: the Very Best of the Doobie Brothers
- 2007 - The Very Best Of